# Haltérophilie aux Jeux olympiques d'été de 1992
Navigation
Séoul 1988 Atlanta 1996

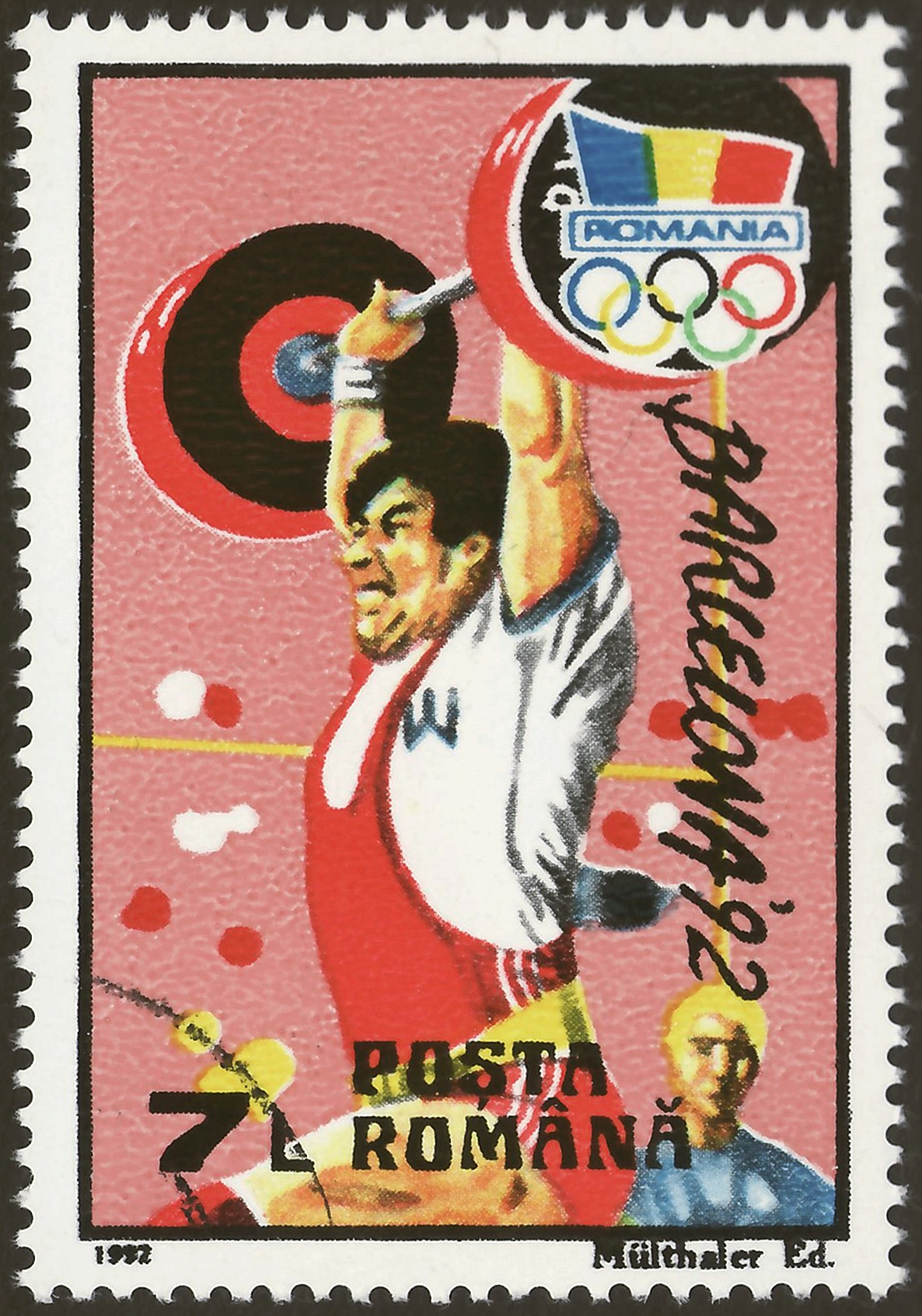
Timbre commémoratif des JO de 1992

Résultats des épreuves d'haltérophilie dans le cadre des Jeux olympiques d'été de 1992 à Barcelone. Dix épreuves furent disputées.

## Tableau des médailles
| Rang  | Nation                      | Or | Argent | Bronze | Total |
| ----- | --------------------------- | -- | ------ | ------ | ----- |
| 1     | Équipe unifiée de l’ex-URSS | 5  | 4      | 0      | 9     |
| 2     | Bulgarie                    | 1  | 2      | 1      | 4     |
| 3     | Allemagne                   | 1  | 0      | 2      | 3     |
| 4     | Grèce                       | 1  | 0      | 0      | 1     |
| 4     | Corée du Sud                | 1  | 0      | 0      | 1     |
| 4     | Turquie                     | 1  | 0      | 0      | 1     |
| 7     | Chine                       | 0  | 2      | 2      | 4     |
| 8     | Pologne                     | 0  | 1      | 2      | 3     |
| 9     | Cuba                        | 0  | 1      | 0      | 1     |
| 10    | Corée du Nord               | 0  | 0      | 1      | 1     |
| 10    | Roumanie                    | 0  | 0      | 1      | 1     |
| Total | Total                       | 10 | 10     | 9      | 29    |

## Résultats
| Catégorie      | Or                                               | Argent                                       | Bronze                        |
| Moins de 52 kg | Ivan Ivanov Bulgarie                             | Lin Qisheng Chine                            | Traian Cihărean Roumanie      |
| 52-56 kg       | Chun Byung-Kwan Corée du Sud                     | Liu Shoubin Chine                            | Luo Jianming Chine            |
| 56-60 kg       | Naim Süleymanoğlu Turquie                        | Nikolay Pechalov Bulgarie                    | He Yingqiang Chine            |
| 60-67,5 kg     | Israel Militosian Équipe unifiée de l’ex-URSS    | Yoto Yotov Bulgarie                          | Andreas Behm Allemagne        |
| 67,5-75 kg     | Fedor Kassapu Équipe unifiée de l’ex-URSS        | Pablo Lara Cuba                              | Kim Myong-nam Corée du Nord   |
| 75-82,5 kg     | Pýrros Dímas Grèce                               | Krzysztof Siemion Pologne                    | Non attribuée                 |
| 82,5-90 kg     | Kakhi Kakhiashvili Équipe unifiée de l’ex-URSS   | Serguei Syrtsov Équipe unifiée de l’ex-URSS  | Sergiusz Wołczaniecki Pologne |
| 90-100 kg      | Victor Tregoubov Équipe unifiée de l’ex-URSS     | Timour Taimazov Équipe unifiée de l’ex-URSS  | Waldemar Malak Pologne        |
| 100-110 kg     | Ronny Weller Allemagne                           | Artour Akoev Équipe unifiée de l’ex-URSS     | Stefan Botev Bulgarie         |
| Plus de 110 kg | Alexander Kurlovitch Équipe unifiée de l’ex-URSS | Leonid Taranenko Équipe unifiée de l’ex-URSS | Manfred Nerlinger Allemagne   |